# MarineTraffic
MarineTraffic es un proyecto abierto, basado en la comunidad, que proporciona información en tiempo real sobre los movimientos y la ubicación de los barcos que se encuentran navegando o surtos en puertos. La base de datos de información sobre los buques incluye, por ejemplo, detalles del lugar donde se construyeron los buques y sus dimensiones, el tonelaje bruto y el número de identificación de la Organización Marítima Internacional (OMI). Los usuarios del sitio pueden enviar fotografías de las embarcaciones que otros usuarios pueden calificar.
El servicio básico de MarineTraffic está disponible sin costo para el público en general. Las funciones más avanzadas están disponibles para suscriptores.
El sitio cuenta con seis millones de visitantes únicos cada mes. En abril de 2015, el servicio tenía 600 000 usuarios registrados.

## Historia

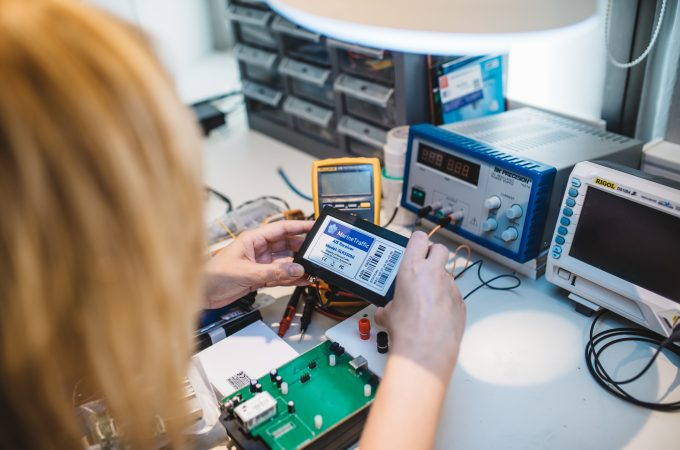
Receptor AIS MarineTraffic.

MarineTraffic es una creación de Dimitris Lekkas, un entusiasta de la radiofonía, experto en informática y observador de barcos. En 2006 conoció la existencia del sistema AIS y esto lo inspiró para crear la plataforma web.

## Funcionamiento
Los datos se recogen de miles de estaciones del Sistema de Identificación Automática (AIS), instaladas en más de 140 países alrededor del mundo. La información proporcionada por el equipo AIS a bordo de los buques, como la identificación, la posición, el rumbo y la velocidad, se transfiere a los servidores principales de MarineTraffic.

El AIS es un sistema de seguimiento automatizado que se utiliza ampliamente en el mundo marítimo. Gracias a este sistema, la información del barco y los datos posicionales pueden intercambiarse electrónicamente entre estaciones AIS.
Todos los buques equipados con un transpondedor AIS emiten datos que pueden ser recibidos por cualquier unidad receptora de AIS que estén dentro de su alcance. Los paquetes de mensajes AIS están codificados en sentencias NMEA (texto sin formato de 64 bits).
El contenido de cualquier sentencia NMEA entrante puede ser decodificado por el receptor. De esta manera, se puede deducir información sobre las siguientes tres cuestiones básicas:
- Información dinámica, como la posición, la velocidad, el estado actual y el rumbo del buque, entre otras.
- Información estática, como el nombre del buque, el número IMO, el número MMSI y las dimensiones, entre otras.
- Información específica del viaje, como el destino del barco y el ETA, entre otras.

La base de datos central recibe y procesa constantemente grandes cantidades de datos AIS y almacena la parte más importante, junto con información geográfica sobre una multitud de puertos y áreas, fotos de embarcaciones y otros detalles. Las posiciones actuales o el seguimiento de las embarcaciones se muestran en el mapa de MarineTraffic en tiempo real, mientras que la otros datos como el histórico de las posiciones, los detalles de las embarcaciones, las condiciones de los puertos y las estadísticas se pueden encontrar en otras páginas dedicadas.
Los buques a lo largo de todo el mundo envían datos mediante el AIS a una serie de estaciones receptoras. MarineTraffic reúne estos datos, los procesa y produce la información que queda disponible prácticamente en tiempo real en el sitio web.
Las principales aplicaciones se encuentran en el área de la seguridad. Debe aumentarse la seguridad, los buques deben ser mejor observados y los buques deben ser capaces de reaccionar más rápidamente en caso de emergencia.

## Comunidad
MarineTraffic es una empresa de colaboración abierta. La comunidad MarineTraffic está formada por más de dos millones de suscriptores entre los que existen profesionales, aficionados, radioaficionados o propietarios de estaciones AIS, fotógrafos y traductores. La red AIS de MarineTraffic cuenta con más de 3200 receptores en tierra operados por aficionados que comparten su interés por los barcos y el ecosistema marítimo. Más de dos millones de fotos han sido subidas por más de 29 000 fotógrafos; todas las imágenes son verificadas por un grupo de fotógrafos marítimos profesionales voluntarios. MarineTraffic utiliza plataformas de subtitulación comunitarias para traducir el sitio web a más de 34 idiomas. Las traducciones están dirigidas por un equipo de profesionales marítimos, hablantes nativos y aficionados que dedican su tiempo libre.